# Джохадзе Марія Миколаївна
Марія Миколаївна Джохадзе (1922, місто Горі, тепер Грузія — ?) — грузинська радянська діячка, інженер-технолог Горійського хлібозаводу Грузинської РСР. Депутат Верховної ради СРСР 4-го скликання.

## Життєпис
У 1940—1947 роках — студентка Грузинського політехнічного інституту імені Кірова, здобула спеціальність інженера-технолога.
У 1948—1949 роках — черговий лаборант, з 1949 року — технічний керівник, інженер-технолог Горійського хлібозаводу Грузинської РСР.
Подальша доля невідома.